# 小田伴輔
小田 伴輔（おだ ばんすけ、1862年1月4日（文久元年12月5日）- 1941年（昭和16年）12月12日）は、日本の政治家、衆議院議員（1期）。

## 経歴
周防国玖珂郡柳井村(のち山口県玖珂郡柳井町、現・柳井市)で、小田超祐の長男として生まれ、1880年（明治13年）1月、家督を相続した。柳井町長、周防銀行取締役となる。
1894年9月の第4回衆議院議員総選挙において山口5区から無所属で立候補して当選した。衆議院議員を1期務めたが、1895年に議員を辞職した。1941年に死去した。

## 親族
- 長女 白根末資枝（内務官僚白根竹介の妻）[5]